# 金山城 (陸奥国)
金山城（かねやまじょう）、または寝牛城、臥牛城は、宮城県伊具郡（陸奥国伊具郡）丸森町金山にあった日本の城。仙台藩における元和の一国一城令後の21要害の一つで、後に金山要害と称した。丸森町指定史跡。

## 概要
金山城は標高117メートルの「お舘山」山頂にある山城で、1564年（永禄7年）または65年（永禄8年）に相馬氏の家臣井戸川将監、藤橋胤泰が築城したと言われる。その後伊達氏と相馬氏の争奪戦が展開された。
天正9年（1581年）には伊達政宗が初陣を飾り、同12年（1584年）に伊達氏の領有となった。
そして、金山城は政宗の家臣中島宗求が2千石で拝領した。江戸時代は元和の一国一城令により金山要害と称し、引き続き中島氏が明治維新まで居住した。
明治元年（1868年）戊辰戦争後に一度南部氏が白石藩に転封され、補修がされたが、後に幕末に勤皇派としていた旧城主の中島氏に払い下げられた。
現在は、「お舘山公園」となっており、本丸跡には1588年（天正16年）ごろ築造とされる石垣が残り、往時の面影を伝えている。